# Atylotus agrestis
Atylotus agrestis är en tvåvingeart som först beskrevs av Christian Rudolph Wilhelm Wiedemann 1828.  Atylotus agrestis ingår i släktet Atylotus och familjen bromsar. Inga underarter finns listade i Catalogue of Life.